# Захарино (Новосокольницький район)
Захарино (рос. Захарино) — присілок в Новосокольницькому районі Псковської області Російської Федерації.
Населення становить 255 осіб. Входить до складу муніципального утворення Пригородная волость.

## Історія
Від 2015 року входить до складу муніципального утворення Пригородная волость.

## Населення
| 2001 | 2002 | 2010 |
| ---- | ---- | ---- |
| 256  | ↗277 | ↘255 |